# Detroit City FC
Der Detroit City FC (Spitzname: Le Rouge) ist ein US-amerikanisches Fußball-Franchise mit Sitz in Hamtramck im Bundesstaat Michigan. Die Mannschaft spielte von 2012 bis 2019 in der National Premier Soccer League, danach von 2020 bis 2021 in der National Independent Soccer Association und seit 2022 in der zweitklassigen USL Championship.

## Geschichte

### Anfänge und Zeit in der NPSL
Der Klub wurde im Jahr 2012 von mehreren Einwohnern der Stadt Detroit gegründet, welche dadurch die Fußballer in der Stadt bekannter machen wollten. Den Spielbetrieb nahm man dann in der Semi-Professionellen NPSL auf. Dort wurde die Mannschaft in die Midwest-Great Lakes Conference eingruppiert und schloss hier am Ende der Regular Season mit 20 Punkten auf dem zweiten Platz ab. Dies berechtigte das Team an der Teilnahme an den Divisional Playoffs, wo man im Semifinale aber schon am AFC Cleveland mit 1:2 scheiterte. Bereits in der Folgesaison gelang dem Team dann mit 34 das erste Mal die Regular Season als erster abzuschließen. Im Finale der Conference-Playoffs scheiterte man aber mit 1:4 am Erie Admirals SC.
In der Saison 2014 verpasste man dann nur knapp den ersten Platz, welcher an einer Teilnahme an den Playoffs berechtigte, zur Runde 2015 wurden die Divisions im Vergleich zur Vorsaison noch mehr zusammengefasst und mit 26 Punkten erreichte die Klub-Mannschaft sogar den zweiten Platz in der Midwest Region. Im Regional Semifinal scheiterte man jedoch abermals am AFC Cleveland, diesmal mit 1:2. Die Playoffs erreicht man in der Saison 2016 aber dann wieder einmal nicht. Mit 30 Punkten gelang, dass in der Conference aber in er Spielzeit 2017 wieder über den zweiten Platz. Diesmal sollte die Stunde für das Team schlagen und man schaffte es in den Playoffs drei Gegner hinter sich zu lassen. Erst im National Semifinal, war am Ende gegen die Midland-Odessa Sockers nach Elfmeterschießen mit 2:4 der Lauf abgeschlossen. Aber hier wiederholte sich ein Muster und in der Folgesaison verpasste die Mannschaft ein weiteres Mal die Playoffs. Ein letztes Mal nahm man dann als erster der Conference in der Saison 2019 daran teil. In den Regionalfinals scheiterte man hier aber nach Elfmeterschießen mit 2:3 beim Cleveland SC.

### Zeit in der NISA
Zur Saison 2020 wechselte der Klub mit seiner Mannschaft anschließend in die National Independent Soccer Association, welche zu dieser Zeit gerade ihre erste Saison veranstaltete. Da die Saison aber Zweigeteilt war, konnte die Mannschaft auch in der Rückrunde noch dazu stoßen. Bedingt durch die Covid-19-Pandemie konnte die Mannschaft aber im Frühjahr 2020 nur eine einzige Partie spielen, weil danach die Spielzeit erst pausiert und dann abgebrochen wurde. Im Sommer des Jahres verkündete der Klub zudem, dass Mitglieder nun eigene Anteile am Klub kaufen konnten. Wobei der bisherige Rat immer noch die letzten Entscheidungen treffen sollte. Bereits nach einigen Tagen wurden mehr als 1 Mio. US-Dollar gesammelt.
Die Herbst-Hälfte der Saison 2020/21 wurde begann für das Team dann mit einem Pokalwettbewerb, dem NISA Independent Cup, welchen die Mannschaft in ihrer Region am Ende nach zwei Spielen auch gewinnen konnte. Anschließend ging es mit der normalen Saison nach einer kurzen Gruppenphase weiter mit den Playoffs, die in einer Gruppenphase ausgespielt wurden. Hier erreichte die Mannschaft mit sechs Punkten in ihrer Gruppe die Semifinals, wo man nach einem Sieg über Los Angeles Force auch im Finale den Oakland Roots mit 2:1 schlagen konnte. So gelang der erste Liga-Titel in der Klubgeschichte.
Nach der Herbstmeisterschaft für die Mannschaft ging es im nächsten Frühjahr weiter mit dem sogenannten NISA Legends Cup in den Ausscheidungsspielen schaffte man es zur Qualifikation für das Halbfinale, welche man gewann und auch im Finale den Chattanooga FC mit 3:0 souverän schlug. Damit gelang dem Team gleich der nächste Titel. In der Liga sicherte man sich direkt wieder mit 20 Punkten den ersten Platz und sackte so auch automatisch die Frühjahrsmeisterschaft ein. Am Ende wurde noch ein Saisonfinale ausgespielt, in welchem man mit einem 1:0-Sieg über Los Angeles Force ebenfalls erfolgreich war.
Zur Saison 2022 wechselte die NISA auf eine Spielzeit über ein ganzes Jahr, wodurch die Saison 2021 nur eine Herbst-Hälfte beinhaltete. Hier gewann Detroit wieder den Legends Cup und Schloss auch als Meister der Liga ab.

### Zeit in USLC
Als dominierende Mannschaft der NISA, machte die Mannschaft den nächsten Schritt und wechselte zur Saison 2022 in die USL Championship. Dort spielt man nun in der Eastern Conference.

## Erfolge
- NISA-Meisterschaft
  - Herbst 2020, Frühjahr 2021, Gesamt 2020/21, Herbst 2021
- NISA Legends Cup Gewinner
  - 2020/21, 2021